# Tony Award/Bester Autor
Der Tony Award for Best Author (deutsch: Tony Award für den besten Autor) ist ein US-amerikanischer Theater- und Musicalpreis, der von 1947 bis 1949 und 1962 bis 1965 vergeben wurde.

## Geschichte und Hintergrund
Die Tony Awards werden seit 1947 jährlich in zahlreichen Kategorien von circa 700 Juroren vergeben, die sich aus der Unterhaltungsbranche und Presse der Vereinigten Staaten rekrutieren. Eine dieser Kategorien ist der Tony Award for Best Author. Die Auszeichnung wurde an Dramaturgen, Autoren und Librettisten von Theaterstücken und Musicals vergeben.

## Gewinner und Nominierte
Die Übersicht der Gewinner und Nominierten listet pro Jahr die nominierten Autoren und die jeweiligen Theaterstücke bzw. Musicals. Der Gewinner eines Jahres ist grau unterlegt angezeigt. 

### 1947–1949
| Jahr                           | Autor               | Theaterstück bzw. Musical    | Deutscher Titel |
| ------------------------------ | ------------------- | ---------------------------- | --------------- |
| 1947                           |                     |                              |                 |
| Arthur Miller                  | All My Sons         |                              |                 |
| 1948                           |                     |                              |                 |
| Thomas Heggen und Joshua Logan | Mister Roberts      |                              |                 |
| 1949                           |                     |                              |                 |
| Arthur Miller                  | Death of a Salesman | Tod eines Handlungsreisenden |                 |
| Samuel und Bella Spewack       | Kiss Me, Kate       | Kiss Me, Kate                |                 |

### 1962–1965
| Jahr                                           | Autor                                            | Theaterstück bzw. Musical                        | Deutscher Titel |
| ---------------------------------------------- | ------------------------------------------------ | ------------------------------------------------ | --------------- |
| 1962                                           |                                                  |                                                  |                 |
| Abe Burrows, Jack Weinstock und Willie Gilbert | How to Succeed in Business Without Really Trying | How to Succeed in Business Without Really Trying |                 |
| Michael Stewart und Helen Deutsch              | Carnival!                                        | Lili                                             |                 |
| 1963                                           |                                                  |                                                  |                 |
| Burt Shevelove und Larry Gelbart               | A Funny Thing Happened on the Way to the Forum   |                                                  |                 |
| Lionel Bart                                    | Oliver!                                          | Oliver!                                          |                 |
| Leslie Bricusse und Anthony Newley             | Stop the World – I Want to Get Off               |                                                  |                 |
| Neil Simon                                     | Little Me                                        |                                                  |                 |
| 1964                                           |                                                  |                                                  |                 |
| Michael Stewart                                | Hello, Dolly!                                    | Hello, Dolly!                                    |                 |
| Noël Coward und Harry Kurnitz                  | The Girl Who Came to Supper                      |                                                  |                 |
| Timothy Gray und Hugh Martin                   | High Spirits                                     |                                                  |                 |
| Joe Masteroff                                  | She Loves Me                                     | She Loves Me                                     |                 |
| 1965                                           |                                                  |                                                  |                 |
| Neil Simon                                     | The Odd Couple                                   |                                                  |                 |
| Joseph Stein                                   | Fiddler on the Roof                              | Anatevka                                         |                 |
| Edward Albee                                   | Tiny Alice                                       | Winzige Alice                                    |                 |
| Jerome Coopersmith                             | Baker Street                                     |                                                  |                 |
| Beverley Cross                                 | Half a Sixpence                                  |                                                  |                 |
| Frank D. Gilroy                                | The Subject Was Roses                            |                                                  |                 |
| Sidney Michaels                                | Ben Franklin in Paris                            |                                                  |                 |
| Murray Schisgal                                | Luv                                              |                                                  |                 |